# Килограмм-сила
Килогра́мм-си́ла (русское обозначение: кгс или кГ; международное: kgf или kgF) — единица силы в системе единиц МКГСС; наряду с метром и секундой является основной единицей этой системы. III Генеральная конференция по мерам и весам (1901) дала этой единице следующее определение: «килограмм-сила равен силе, которая сообщает покоящейся массе, равной массе международного прототипа килограмма, ускорение, равное нормальному ускорению свободного падения (9,80665 м/с2)».
Килограмм-сила приблизительно равна силе, с которой тело массой один килограмм давит на весы на поверхности Земли (приблизительно, потому что вес немного зависит от гравитационных аномалий и от географической широты, от которой зависит возникающая из-за вращения Земли центробежная сила).
В ряде европейских государств для килограмм-силы до введения в 1960 году Международной системы единиц (СИ) было официально принято название килопо́нд (от лат. pondus — вес, тяжесть; международное обозначение: kp). Сейчас в качестве единицы измерения силы применяется единица СИ ньютон, а понд считается устаревшей единицей измерения (например, в Германии не применяется с 01.01.1978).

## Статус
В настоящее время Международная организация законодательной метрологии (МОЗМ) относит килограмм-силу к тем единицам измерения, «которые должны быть изъяты из обращения как можно скорее там, где они используются в настоящее время, и которые не должны вводиться, если они не используются».
В Российской Федерации единицы килограмм-сила, грамм-сила и тонна-сила допущены к использованию в качестве внесистемных единиц без ограничения срока действия с областью применения «все области». В соответствии с Положением о единицах величин, допускаемых к применению в Российской Федерации, внесистемные единицы используются только в тех случаях, когда количественные значения величин «невозможно или нецелесообразно» выражать в единицах Международной системы единиц (СИ).

## Практика
Килограмм-сила удобна тем, что её величина с достаточной на практике точностью равна весу тела, лежащего на неподвижной опоре (например, на весах) относительно Земли, вблизи её поверхности, массой в 1 кг, поэтому человеку легко представить, например, что такое сила 5 кгс.
1 кгс = 9,80665 ньютона (точно) ≈ 10 Н.
1 Н ≈ 0,10197162 кгс ≈ 0,1 кгс.
Другое удобство использования килограмм-силы состоит в том, что единица давления килограмм-сила на квадратный сантиметр (техническая атмосфера) — хорошее приближение нормального атмосферного давления.
Реже применяются кратная и дольная единицы:
- тонна-сила (русское обозначение: тс; международное: tf): 1 тс = 103 кгс = 9806,65 Н;
- грамм-сила (русское обозначение: гс; международное: gf): 1 гс = 10−3 кгс = 9,80665⋅10−3 Н.

Раньше килограмм-силу обозначали кГ (kG), в отличие от килограмм-массы — кг (kg); аналогично, грамм-силу обозначали Г (G), а грамм-массу — г (g), тонна-силу обозначали Т (T), а тонна-массу — т (t).
Метрическая лошадиная сила определяется как мощность, развиваемая силой 75 кгс, приложенной в направлении движения к телу, движущемуся со скоростью 1 м/с: 1 л. с. = 75 кгс·м/с.
100 кгс/м2 ≈ 1 кПа = 1 кН/м2 — связь с другими единицами измерения давления (такой перевод часто используется в строительстве при расчётах, так как раньше кгс использовался в СНиП).
Манометры в килограмм-силах на квадратный сантиметр активно применяют на железной дороге для измерения давления в тормозной системе поезда.